# Balonga buchholzii
Balonga es un género monotípico de plantas fanerógamas perteneciente a la familia de las anonáceas. Su única especie: Balonga buchholzii (Engl. & Diels) Le Thomas, es nativa de África occidental.

## Descripción
Es un arbusto que se encuentra cercano a la costa en el Golfo de Guinea, en Camerún y Gabón.

## Taxonomía
Balonga buchholzii fue descrita por (Engl. & Diels) Le Thomas y publicado en Adansonia: recueil périodique d'observations botanique, n.s. 8: 108, en el año 1968.
Sinonimia
- Uvaria buchholzii Engl. & Diels[4]